# 冷冻机油
冷冻机油是制冷空调设备中润滑压缩制冷剂的压缩机的润滑油。
制冷空调设备将制冷剂压缩产生的热量（高温）和制冷剂液化、蒸发得到的热量（低温）用于各种目的。此时，冷冻机油与制冷剂一起从压缩机出发，在系统中循环后返回压缩机。制冷空调设备的使用寿命通常为10至20年，尤其在密封式压缩机中，由于采用了不需要定期更换机油的密封系统，对冷冻机油的耐久性和可靠性要求非常高。相比之下，半密封式和开放式压缩机则需要定期更换机油。
冷冻机油的品质对制冷空调和冷冻冷藏设备的使用寿命和性能有着重要的影响，使用高品质的机油可以提高设备的使用寿命和效率预期。

## 冷冻机油所需的性能
润滑性
压缩机中的润滑。摩擦、减少磨损、滑动部件的温度控制、密封性能等基本润滑特性。
化学稳定性
冷冻机油需要与制冷剂长期一同使用。由于有可能与制冷剂发生反应，要求油能长时间保持稳定而不分解。即使冷冻机油劣化，也应不易产生酸，或产生沉淀。
与制冷剂的适当溶解性
要求从压缩机排出的油经过一个循环返回压缩机而不粘附在系统冷部换热器的管壁上。
抗氧化性
高抗氧化性能是为了防止油脂氧化和劣化。
低温流动性
为了确保冷冻机在低温环境中的操作，需要在低温下保持适当的流动性。油品必须在低温下不凝固并保持适当的粘度（流动性）。
不含低温析出物或杂物
制冷系统往往存在细管结构，析出物（如冰晶）与杂物会导致细管堵塞，从而影响效率甚至导致故障。
绝缘性
封闭式压缩机电机的线圈长期被冷冻机油与制冷剂所浸泡，不绝缘的机油会导致漏电。
防锈、防腐性
保护设备内部的金属部分，防止腐蚀和生锈。

## 冷冻机油种类
冷凍机油主要用于润滑和与制冷剂的相互作用。冷凍机油主要可以分为合成油和矿物油两大类。选择哪种油取决于冷凍机的要求和使用的制冷剂类型。
- 合成油：一种由特定基础化学结构的合成物质制成的油品，主要用于高性能或特定用途。以下是几种常见的合成油类型及其特点：
  1. 聚醇酯（Polyol Ester，简称 POE）：这种油与氢氟碳化合物（HFCs）具有良好的相容性，适合在高温、高压条件下使用。
  2. 聚烯烃醇（Polyalkylene Glycol，简称 PAG）：与汽车空调等制冷剂相容性较好。
  3. 聚α-烯烃（Polyalphaolefin，简称 PAO）：适用于广泛的温度范围，并在许多机械应用中广泛使用。
  4. 烷基苯（Alkylbenzene，简称 AB）：这种油主要用于旧式冷冻机或需要与制冷剂兼容的场合。  这些合成油在不同的应用领域具有各自的优势和特点，满足了不同条件下的使用需求。

- 矿物油

这是从石油中提炼出来的传统油，主要使用的是石蜡基油，尤其与氯氟碳化合物（CFCs）和卤代烃（HCFCs）相容性好。